# Козырева, Мария Алексеевна
Мария Алексеевна Козырева (1882—?) — работница Прохоровской мануфактуры, участница Революции 1905—1907 годов в Москве.

## Биография
Мария Козырева родилась в 1882 году в подмосковном селе Измайлове в крестьянской семье. В 1900 году устроилась на работу ватерщицей на Прохоровскую мануфактуру. В ноябре 1905 года была избрана в Совет рабочих депутатов Пресни. Была членом боевой дружины.
10 декабря 1905 года принимала участие в десятитысячной демонстрации рабочих Пресни. Вместе с А. С. Быковой несла красное знамя. Когда казаки попытались разогнать демонстрацию, девушки вышли им навстречу с криками: «Убейте нас! Живыми мы знамя не отдадим!».
В декабре 1906 года была осуждена на 3 года каторги за участие в Декабрьском вооружённом восстании 1905 года. Согласно обвинительному заключению, «постоянно сопровождала отряды боевой дружины…, а однажды, находясь вместе с отрядом на охране баррикады, приняла участие в стрельбе по проходившему казачьему патрулю, лично стреляя из своего револьвера…».

## Цитаты
В. И. Ленин писал о поступке М. А. Козыревой и А. С. Быковой на демонстрации 10 декабря 1905 года:
Эти образцы отваги и геройства должны навсегда быть запечатлены в сознании пролетариата.
Участники демонстрации 10 декабря 1905 года вспоминали:
Впереди была боевая дружина, Козырева и Быкова со знаменем.В. Крупин, гравер
У нас несли знамя Козырева Мария и Нюша Грачик. Как только крикнули «казаки»… одна выпустила [знамя], оно свернулось и написанного не видно было. Быкова подняла…Н. Иванов, ткач
Одна из женщин, несшая флаг, бросила его, и одна Козырева была не в состоянии с ним справиться. Но ей на помощь подоспела Быкова. Они всё время старались надписью флаг повёртывать к казакам.В. Морозов, слесарь, сотенный начальник боевой дружины
А. С. Быкова вспоминала:
… 9-го числа, получив получку, мы, работницы, сложились и купили красной материи и вышили на ней белыми тесёмками лозунг … 10-го вышли на демонстрацию … флаг несли тт. Козырева и Анна из красильного отделения, фамилии которой не помню. На флаге было воззвание к солдатам: «Товарищи солдаты, не стреляйте в нас, вы наши братья, разденьте ваши шинели и посмотрите на себя, вы такие же рабочие, как и мы». Как только демонстрация пошла на Пресню, то с двух концов окружили казаки… Козырева… осталась посреди улицы одна с флагом. Так как флаг был на двух палках, то мне пришлось помочь ей развернуть его, чтобы прочесть казакам. Козырева повторила словами то, что было написано на флаге. Офицер кричал, чтобы мы ушли с дороги, а солдаты, на которых подействовали наши слова, уехали, не дождавшись команды офицера.

## Память
- На углу улицы Красная Пресня и Большого Трёхгорного переулка была установлена стела с именами Марии Козыревой и Александры Быковой[1].
- Эпизод, произошедший на демонстрации 10 декабря 1905 года, нашёл отражение в монументе в память революции 1905 года на площади Краснопресненская Застава. В правой части монумента изображена схватка безоружного рабочего и девушки с конным жандармом[5].